# Hans Paarhammer
Johann Paarhammer (* 3. April 1947 in Hallwang; † 9. August 2020) war ein österreichischer römisch-katholischer Priester und Kirchenrechtler.

## Leben
Nach der Matura 1966 am Erzbischöflichen Privatgymnasium Borromäum studierte Paarhammer Theologie und Philosophie an der Universität Salzburg. Nach seiner Priesterweihe 1971 feierte er seine Primiz in der Pfarrkirche St. Martin seines Heimatortes und wurde Kooperator in Gnigl und Strobl. 1976 wurde er in Theologie im Fach Kirchenrecht promoviert und absolvierte noch ein kanonistisches Fachstudium in Salzburg und München. Von 1982 bis 1993 war er zudem Offizial des Diözesan- und Metropolitangerichts der Erzdiözese Salzburg, deren Vizeoffizial (Gerichtsvikar) er seit 1977 war. Gleichzeitig war er Pfarrer von Koppl.
1977 bekam er einen Lehrauftrag an der Theologischen Fakultät der Universität Salzburg, deren Dekan er von 1987 bis 1989 war, habilitierte 1982 in Kirchenrecht an der Universität Graz, wurde 1982 ordentlicher Universitätsprofessor in Salzburg und 1983 wirklicher Konsistorialrat im Konsistorium der Erzdiözese Salzburg sowie 1988 Mitglied im Salzburger Domkapitel.
Erzbischof Georg Eder ernannte ihn 1993 zum Generalvikar der Erzdiözese Salzburg und damit zum Nachfolger von Jakob Mayr, bis er 1999 durch Johann Reißmeier abgelöst wurde.
1996 wurde Paarhammer von Papst Johannes Paul II. zum Konsultor des Päpstlichen Rates für die Interpretation von Gesetzestexten ernannt. Seit 2001 war er Präsident des Internationalen Forschungszentrums für Grundfragen der Wissenschaften. Von 1982 bis 1989 war er als Mitglied des Direktoriums und Präsidiums bei den Salzburger Hochschulwochen tätig. Seit der Gründung der Universität Salzburg im Jahr 1622 gab es dort keinen Professor, der länger als Paarhammer einen Lehrstuhl innehatte.
Paarhammer war Namensgeber für die „Hans-Paarhammer-Medaille“, die an verdiente Mitglieder der Salzburger Schützen verliehen wird. Paarhammer war langjähriger Superior der Salzburger Schützen.
Er wurde am 14. August 2020 im Priestergrab in Hallwang bestattet. Erzbischof Franz Lackner zelebrierte zuvor ein Pontifikalrequiem im Salzburger Dom.

## Ehrungen und Auszeichnungen
- 1993: Ernennung durch Papst Paul II. zum Päpstlichen Ehrenprälaten
- 1993: Ehrenbürger der Gemeinde Koppl
- 1997: Goldene Ehrenzeichen des Landes Salzburg
- 2000: Ehrenring der Gemeinde Koppl
- 2012: Landesschützendekan
- Ehrenmitgliedschaft der KÖStV Almgau Salzburg
- Ehrenmitgliedschaft der KÖHV Rheno-Juvavia Salzburg
- Ehrenmitgliedschaft der KÖStV Austria Wien
- Ehrenmitgliedschaft der  Prangerschützengesellschaft Hallwang

## Schriften
- Pfarrei und Pfarrer im neuen CIC. Rechtliche Ordnung der Seelsorge, der Verkündigung des Wortes Gottes und der Feier der Sakramente in der Christengemeinde. Mit Gerhard Fahrnberger. Herold, Wien u. a. 1983, ISBN 3-7008-0243-9.
- Staat und Kirche in der „Ostmark“. Hrsg. mit Maximilian Liebmann und Alfred Rinnerthaler. Peter Lang, Frankfurt/Main u. a. 1998, ISBN 3-631-32164-3.

## Festschriften
- In mandatis meditari. Festschrift für Hans Paarhammer zum 65. Geburtstag, hrsg. von Stephan Haering, Johann Hirnsperger, Gerlinde Katzinger und Wilhelm Rees (= Kanonistische Studien und Texte, Band 58), Duncker & Humblot, Berlin 2012 (mit Bibliographie), ISBN 3-631-32164-3.